# Maria Krüger (Autorin)
Maria Krüger (* 6. September 1904 in Warschau; † 13. August 1999 ebenda) war eine polnische Journalistin, Redakteurin und Kinderbuchautorin.

## Leben
Ihr Vater Edmund Krüger (1881–1935) war ein Publizist sowie Kinder- und Jugendbuchautor. Nach dem Studium an der Universität Warschau setzte sie bis 1929 die Ausbildung an der Akademie für politische Wissenschaften (Akademia Nauk Politycznych) fort. Ab 1928 wirkte sie als Redakteurin bei der Jugendzeitschrift Płomyczek. Danach publizierte sie in Kinder- und Jugendzeitschriften wie Świerszczyk, Dziatwa, Słonko  und Poranek. Sie nahm 1944 am Warschauer Aufstand teil. Im Jahr 1956 initiierte sie die TV-Sendung Miś z okienka und schrieb dafür eine Zeitlang Filmskripte. Sie verfasste Feuilletons und Kurzgeschichten für die Abendzeitung Wieczór Warszawy.
Die Kinderbücher Karolcia und Witaj Karolciu! wurden in mehrere Sprachen übersetzt und später als TV-Serie verfilmt. Zwei Kinderbücher übersetzte Teofila Reich-Ranicki, die bereits seit 1958 in Deutschland lebte, in die deutsche Sprache. Maria Krüger schrieb das Drehbuch nach der Erzählung Nußknacker und Mausekönig von E. T. A. Hoffmann, das 1967 als Dziadek do orzechów verfilmt wurde.
Sie war von 1958 bis 1987 Mitglied des Verbandes Polnischer Schriftsteller (Związek Literatów Polskich) sowie ab 1967 im polnischen P.E.N.-Club. Für ihr literarisches Engagement und ihre kulturelle Arbeit erhielt sie 1978 den Preis des polnischen Ministerpräsidenten sowie die Medaille für Sieg und Freiheit 1945 und das Grunwald-Abzeichen für ihre Beteiligung am Warschauer Aufstand.

## Kinder- und Jugendbücher
- Nasi przyjaciele. 1930. (Debüt in: Płomyczek  11/1930)
- Szkoła narzeczonych. 1946.
- Dar rzeki Fly. (Märchen) 1957.
- Petra. 1957.
- Bajki. 1958. (Märchen)
- Karolcia. 1959.
  - dt. Übersetzung Ingrid Dade: Karola und die Zauberperle. Kinderbuchverlag, Berlin 1962.
  - dt. Übersetzung Teofila Reich-Ranicki: Halinka und das Zaubersteinchen. Benziger, Zürich / Köln 1976, ISBN 3-545-31079-5
- Godzina pąsowej róży. 1960.
  - dt. Übersetzung Ulrich Brewing: Die Stunde der Purpurrose. Verlag Neues Leben, Berlin 1966.
- Klimek i Klementynka. 1962. (Schullektüre für die 5. Klasse)
- Apolejka i jej osiołek. 1963.
  - dt. Übersetzung Hellmuth Burkhardt: Die Prinzessin und ihr Eselchen. Verlag Karl Nitzsche, Niederwiesa 1965.
- Ucho, dynia, sto dwadzieścia pięć!. 1964.
  - dt. Übersetzung Teofila Reich-Ranicki: Ohr, Kürbis und 125. Benziger, Zürich / Köln 1971, ISBN 3-545-31046-9.
- O Margosi młynarzównie. 1965.
- Jak Bartuś z wiatrem gonił. 1966.
- Było, nie było. 1966. (Märchen)
- Królewna Śnieżka. 1970 → (nach Schneewittchen von Brüder Grimm).
- Witaj, Karolciu. 1970.
- Gorzkie wino. 1975.
- Złota korona. Opowiadania z historii Polski. 1976.
- Brygida. 1979.
- Serce dzwonu. 1981.
- Gdyby nie te grymasy… 1986.
  - dt. Übersetzung Irmgard Luft: Warum die Fische singen. Nasza Księgarnia, Warszawa 1989, ISBN 83-10-08995-3
- Odpowiednia dziewczyna. 1988.
- Po prostu Lucynka P. 1991.
- Najpiękniejsze bajki.  1997. (Märchen für Kleinkinder)
- To my! Dwa kapciuszki. 1997. (für Kleinkinder)

## Drehbücher
- Miś z okienka
- 1963: Godzina pąsowej róży
- 1967: Dziadek do orzechów

## Ehrungen
- 1978: Preis des Ministerpräsidenten Polens
- Medaille des Sieges und der Freiheit 1945
- Grunwald-Abzeichen